# Plaza Libertad
La plaza Libertad se encuentra ubicada en el centro histórico de la ciudad de San Salvador, El Salvador. Fue desde este lugar donde inició la expansión de la urbe a mediados del siglo XVI.

## Historia

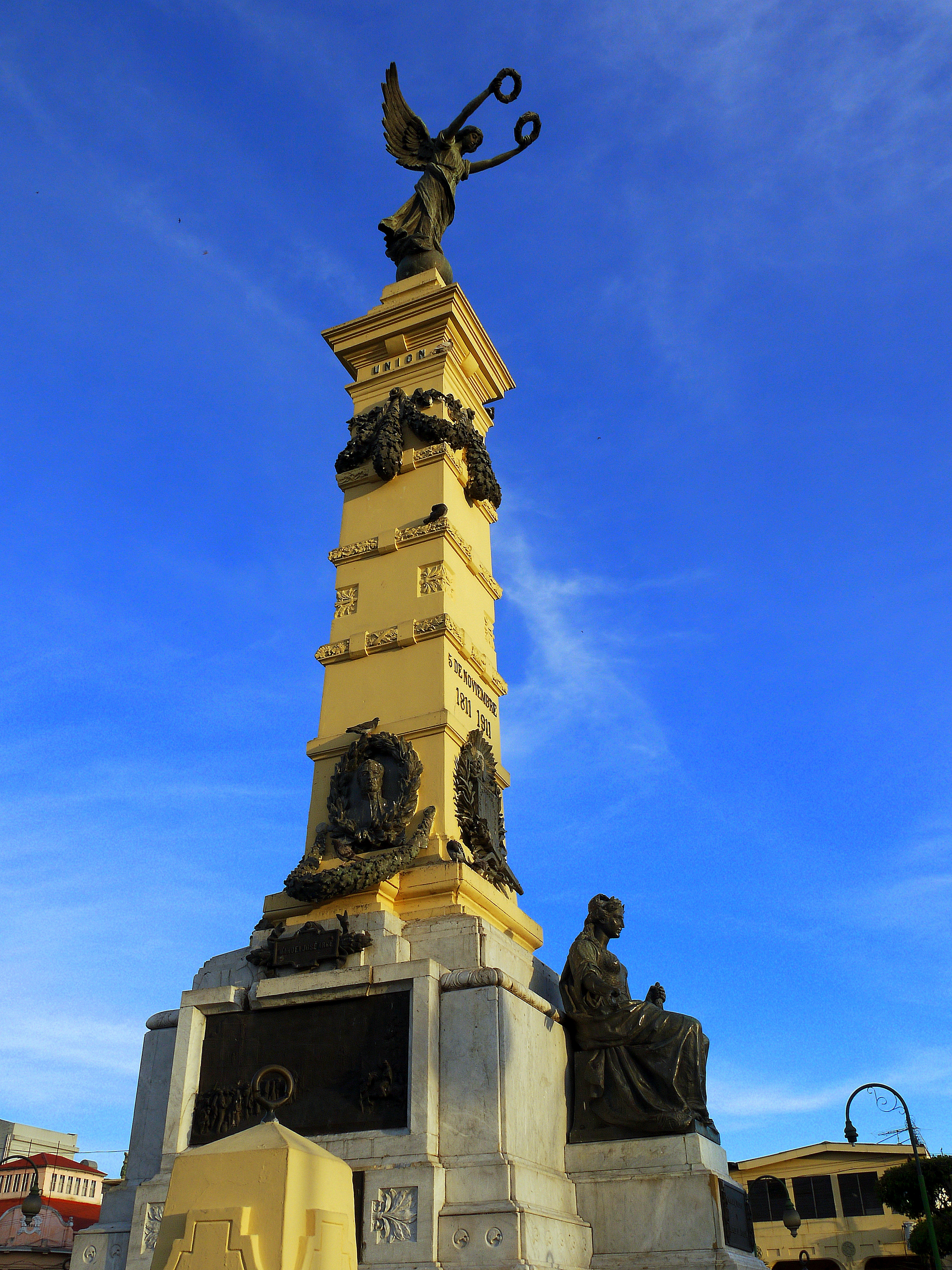
Monumento a los Próceres, erigido el 5 de noviembre de 1911. El ángel, viendo hacia el Oriente, donde sale el Sol, sostiene los laureles sobre la república, representada por la mujer sentada justo abajo.

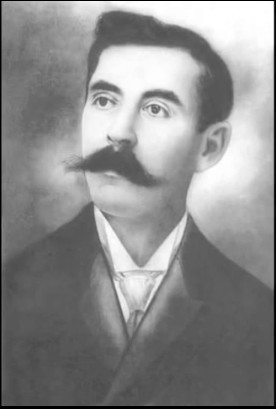
Presidente de la República, Dr. Manuel Enrique Araujo. Durante conmemoración del centenario del primer movimiento independentista en San Salvador de 1811, que tuvo lugar el 5 de noviembre erigió el «Monumento a los Próceres» en la Plaza Libertad.

En 1545 los pobladores que abandonaron la Villa de San Salvador, en el valle de la Bermuda, establecieron un nuevo asentamiento en el lugar denominado «La Aldea» en el valle de las Hamacas, cerca de la ribera del río Acelhuate. 
En los años siguientes, la ciudad crecería alrededor de un espacio vacío denominado «Plaza Mayor o de Armas»,  siguiendo el lineamiento de la cuadrícula española. En el costado sur fueron construidos los edificios de instituciones como el Cabildo, estafeta de correos y cárceles públicas (hoy plazoleta de aparcamento); y hacia el oriente, la Iglesia Parroquial consagrada al Santísimo Salvador del Mundo (hoy Iglesia El Rosario). La zona se convertiría en el centro del poder político, económico y religioso de la provincia salvadoreña en los siguientes siglos.
El escritor y diplomático estadounidense George Washington Montgomery visitó a San Salvador durante su gira por Centroamérica en 1838, llegando a la ciudad el 28 de mayo, e hizo una descripción de la plaza. Había tiendas con pórticos al frente, los portales, que alineaban tres costados de la plaza y en el otro costado había una iglesia "con un buen estilo de arquitectura" y que a este mismo lado estaba una casa grande que servía de sede de la legislatura. Describió a la plaza, además, como un mercado (market-place) que se llenaba de gente del campo en días de compra; los productos quedaban expuestos en venta sobre mantas en el suelo y dijo que "la variedad de vestimentas y caras, y el bullicio y movimiento de los vendedores y compradores constituía una escena pintoresca y animada." También notó que lo que el llamó "costumbre primitiva" de comercio por treque aún existía para ese tiempo al mirar que maíz o cacao era usado como substituto de la moneda.
A finales de los años 1860 inició la construcción del Palacio Nacional a un lado del parque Bolívar (hoy Plaza Gerardo Barrios), en lo que era el principio de un núcleo diferente al relacionado con la etapa colonial española y la Plaza Mayor, que en ese tiempo (aproximadamente en la segunda mitad del siglo XIX), era conocida como Plaza Dueñas.
A mediados de agosto de 1869, se inauguró una torrecilla de reloj en el edificio municipal, sirviendo la plaza. En el 26 del mismo mes, el diario oficial El Constitucional publicó un artículo en la que señaló la necesidad de componer los portales de la plaza por estar en "pésimo estado" el empedrado, llamando la atención a las autoridades para excitar a los propietarios a hacer la reparación, prefiriendo la refacción en forma de baldosas en vez de las piedras en forma de púas que existían.
Debido a la conmemoración del primer centenario del Primer Grito de Independencia en 1911, fue erigido el Monumento a los Próceres en cuyo pináculo destaca un «ángel de la libertad» que sostiene coronas de laureles en ambas manos. Años después, en medio del desarrollo emergente del comercio, fueron construidos en sus contornos los portales de Occidente (1915-1916) y La Dalia (1917).

## Remodelación

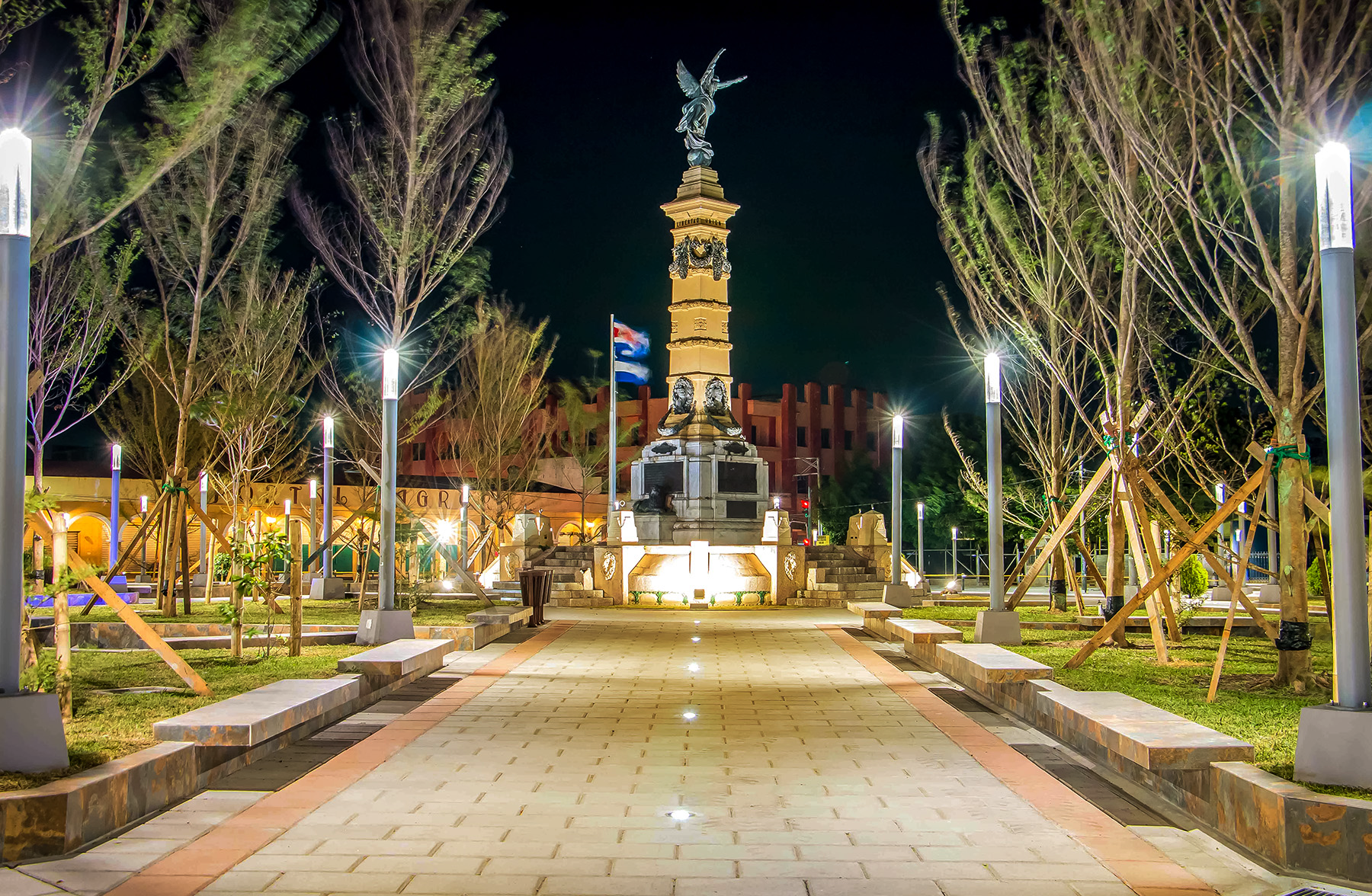
Plaza Libertad en el Centro Histórico de San Salvador.

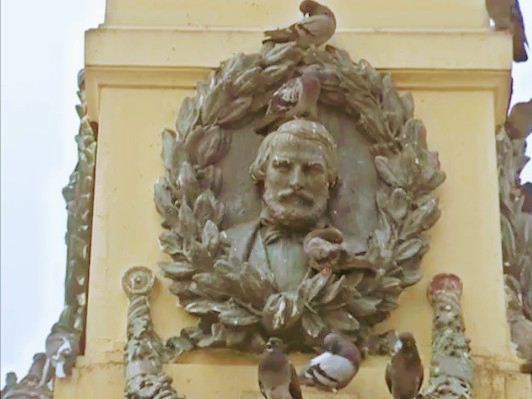
medallón con la imagen del prócer Juan Manuel Rodríguez En el «Monumento a los Próceres», ubicado en la Plaza Libertad de San Salvador.

Como parte del proyecto de Revitalización del Centro Histórico, en el mes de enero de 2018 se inauguró las remodelaciones de la Plaza Libertad donde se habilitó una área peatonal y la restauración del monumento principal.
La moderna plaza cuenta con acabados de granito flameado proveniente de España, 30 bancas de mármol, dos fuentes tipo bebedero, luminarias y más de 65 árboles entre maquilishuat, almendros, magnolios y arbustos.
La Plaza Libertad es la única plaza en todo el Centro Histórico de San Salvador que conserva su ubicación desde su creación alrededor del año 1545, lugar donde inició la gesta independentista de toda Centroamérica. 

## Masacre de la Plaza Libertad 28 de febrero de 1977
Febrero de 1977. En la plaza Libertad, en el centro de San Salvador, miles de activistas y partidarios de la Unión Nacional Opositora (UNO) se concentran para denunciar el fraude en las elecciones presidenciales que se desarrollaron el 20 de aquel mes. En las primeras horas del 28, los cuerpos de seguridad cercan la plaza. No pretenden dispersar la manifestación, sino encerrarla. En las fotografías aparecen los dirigentes de la Unión dando indicaciones a sus correligionarios. También le piden a policías y militares no masacrar a la multitud; sin embargo, los disparos se dirigen contra los manifestantes. Entre gritos y desesperación la gente corre sin dirección segura. Algunos se resguardan en la iglesia El Rosario. Adentro del recinto religioso hay abundante gas lacrimógeno. Los muertos se comienzan a multiplicar, y también las personas heridas y las desaparecidas.
Todo apuntaba a que aquel 20 de febrero el régimen militar no iba a permitir que la oposición ganara las elecciones. El fraude comenzó a organizarse desde meses antes. El presidente de la República, coronel Arturo Armando Molina, presentó como ganador al general Carlos Humberto Romero desde octubre de 1976. “Seguros de la victoria. Seguros, definitivamente seguros, del triunfo”, se dijo en el acto de proclamación del general Romero. Aquella designación no solo era producto de las pasiones políticas del momento, sino una realidad incuestionable. Molina sabía muy bien de fraudes, pues él mismo había llegado a la presidencia en 1972 luego de unas elecciones amañadas en contra de la UNO. El oficialista Partido de Conciliación Nacional (PCN) controlaba todas las instituciones del Estado. El organismo encargado de desarrollar las elecciones tenía el mandato de declarar ganador al general Romero por encima de cualquier circunstancia.
Después de consolidar el fraude y proclamar como vencedor a Romero, el coronel Molina decretó el estado de sitio y advirtió que aplicaría la ley de forma implacable. Molina aseguraba que él “defendía la democracia y la Constitución” y que era “momento de aceptar la voluntad soberana de las mayorías”. La suspensión de las garantías constitucionales se prorrogó. En la revista ECA se advirtió que “desde 1944 el país no había pasado por tanto tiempo en esa situación” y que dichos “mecanismos de emergencia se deben emplear excepcionalmente”. Desde entonces, el estado de sitio se convirtió en una práctica de represión estatal que se extendió durante los siguientes años.
El saldo de la masacre del 28 de febrero fue de entre 100 y 300 muertos. Esas fueron las estimaciones de la Latin American Bureau (LAB) y de la Organización de los Estados Americanos (OEA); sin embargo, el Gobierno de Molina negó todo. Las autoridades salvadoreñas admitieron que aquel día murió una persona y que todo se debió a que la multitud le había intentado arrebatar las armas a los cuerpos de seguridad. Y sostuvieron, además, que las denuncias de violaciones a derechos humanos eran “exageradas”. Ante los medios de comunicación, el propio coronel Molina afirmó que “durante el operativo de desalojo de la plaza Libertad, no hubo muertos y tampoco heridos de bala”. Se pasó así del fraude a la masacre, y de la masacre a la mentira, sostenida con datos falsos y sin garantías de investigación.
Pese a los datos oficiales, testigos y víctimas ofrecieron otras versiones de lo ocurrido. En The Washington Post una periodista reportó que, luego de escuchar gritos y tiroteos, encontró “la plaza cubierta de sangre”, y que horas después observó que se había lavado toda la plaza “como si nada en absoluto hubiera pasado”. Un testigo directo de los hechos afirmó que el resultado del cerco de los cuerpos de seguridad fue el de decenas de personas heridas y fallecidas. También relató que se resguardó en la iglesia El Rosario y que quienes estaban adentro del recinto pedían la intervención de embajadas y cuerpos de socorro, pero que las peticiones eran denegadas. Asimismo, sostuvo que pudo salir del templo y que un socorrista comentó que en algunos lugares de San Salvador los manifestantes fueron golpeados por policías y que otros fueron ejecutados.
Nunca hubo una investigación oficial y seria por parte de las autoridades salvadoreñas de lo ocurrido el 28 de febrero. Tampoco hubo deducción de responsabilidades y, por tanto, no hubo ni ha habido justicia. Por encima de lo anterior, también se implementó una política de perdón y olvido sobre esta y otras masacres, la cual continúa vigente, ahora adornada con homenajes propagandísticos que lo que menos pretenden es resarcir verdaderamente los derechos de las víctimas. El espectáculo pretende anular los problemas estructurales. A pesar de la derogatoria de la ley de amnistía, la pronta y cumplida justicia en casos de graves violaciones a derechos humanos cometidos antes y durante el conflicto armado sigue siendo una deuda pendiente. Lo anterior constituye una amnistía de facto que se sostiene con el silencio, la amnesia y la omisión de investigación histórica y judicial.
Datos aún conservadores revelan que entre 1974 y 1991 se cometieron más de 200 masacres en contra de la población civil por parte de los cuerpos de seguridad del Estado y los escuadrones de la muerte. Miles de víctimas de estos hechos aún continúan en espera de una justicia transicional que ha sido postergada por décadas. Las víctimas están inevitablemente ligadas a ese pasado. Los verdugos, por el contrario, tienen la posibilidad de olvidar para evadir sus culpas. Los responsables intelectuales y materiales de todas las masacres, cometidas por todos los grupos armados del pasado conflicto, siguen amparados en la impunidad histórica. El Estado sigue siendo responsable de estos crímenes de lesa humanidad y debe resarcir a las víctimas sus derechos vulnerados.
Este 2023 se cumple casi medio siglo de la masacre del 28 de febrero de 1977. Por encima de la impunidad conviene traer al presente el recuerdo; el recuerdo como espacio de reflexión sobre el pasado. Parafraseando al historiador Marc Bloch, no podemos seguir ignorando, ocultando u olvidando este pasado porque se nos hará más difícil comprender el presente. Comprender la historia del tiempo presente también es parte de esa conexión con el pasado. La superación del perdón y del olvido dominante permitiría abrir una puerta para una verdadera reconciliación social.